# Кастель, Моше
Моше Кастель (1909, Иерусалим — 1991, Тель-Авив) — израильский художник.

## Биография
Моше Элазар Кастель родился в Иерусалиме в 1909 году в семьи раввина Йехуды Кастеля и его супруги Рахель. Семья вела своё происхождение от испанских евреев из Кастилии, которые переселились в Святую Землю после изгнания евреев из Испании в 1492 году. Отец будущего художника родился в Хевроне. Им были открыты религиозные школы для сефардских мальчиков в иерусалимских кварталах Нахалат-Шива и в Бухарском квартале. Моше провел свои детские годы в Бухарском квартале, где посещал отцовскую школу. В возрасте 13 лет он был принят в Академию искусств «Бецалель», которой руководил Борис Шац, и проучился там с 1921 по 1925 год. По совету своего учителя Шмуэля Бен-Давида молодой человек продолжил обучение мастерству в Париже.
В 1927 году, получив денежную помощь от брата Иосифа, Кастель переехал во французскую столицу и продолжил совершенствовать своё мастерство в Академии Жюльен и Школе при Лувре. Он проводил долгие часы в залах музея, создавая копии работ Рембрандта, Веласкеса, Делакруа и Курбе. Именно тогда он пришёл к выводу, что «искусство зиждется не на образах, а материи, и основное значение имеет именно то, как ложится краска, то, как распределяются её слои на картине».
В мае 1927 года Всемирный союз еврейской молодежи в Париже выступил спонсором его первой выставки. Зеэв Жаботинский, который находился в Париже в это время, написал введение к её каталогу.
В 1940 году художник вернулся в Палестину и поселился в городе Цфат. В Цфате он основал «квартал художников» по примеру парижского Монпарнаса. В 1949 он вступил в брак с актрисой Билой (урождённой Бауман).

## Карьера художника

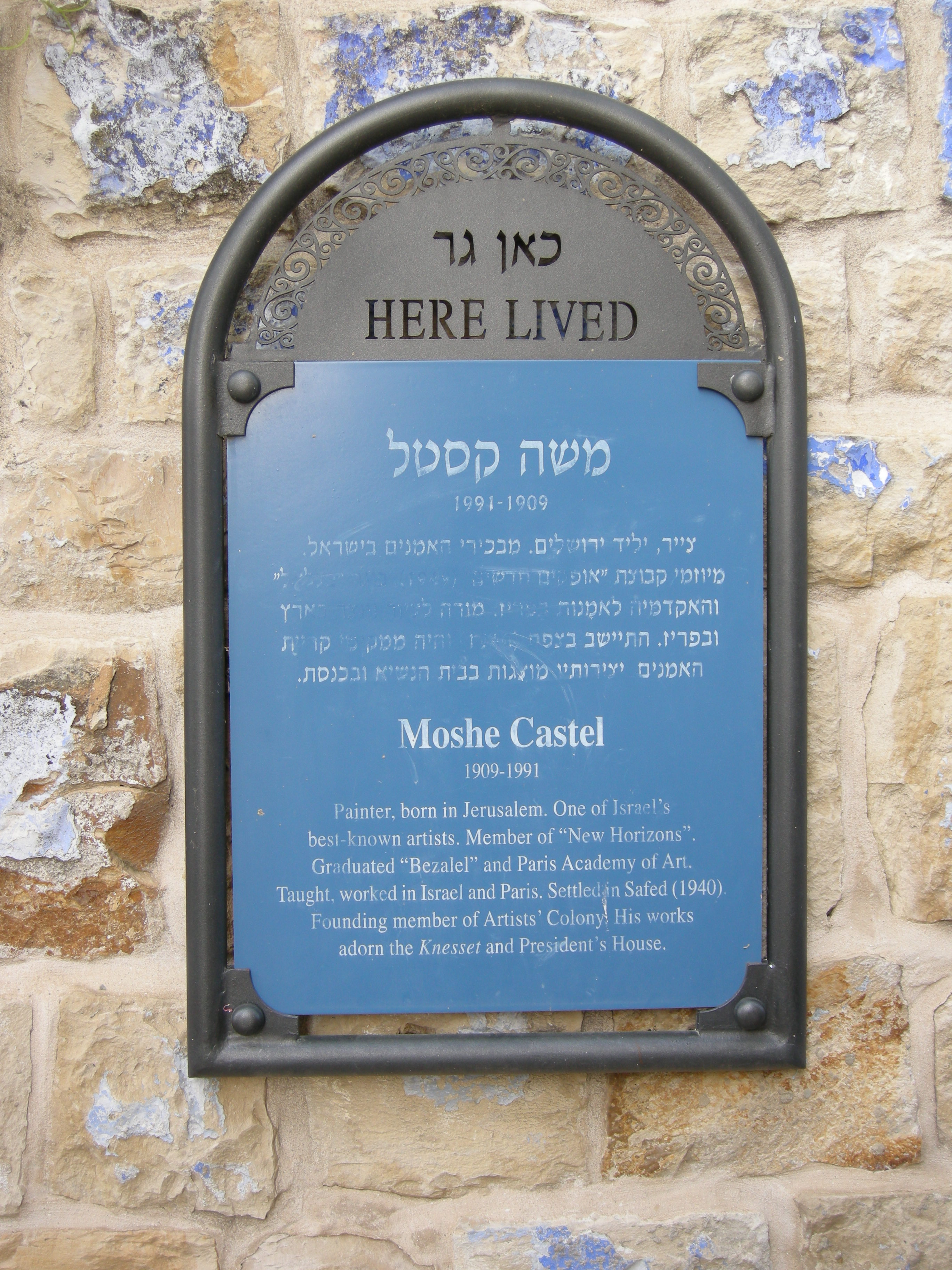
Памятная доска в Цфате

В 1947 году Кастель вместе с Иосифом Зарицким, Йехезкелем Штрайхманом, Марселем Янко и другими единомышленниками стал одним из основателей художественного объединения «Новые горизонты» (Офаким хадашим). В 1959 году он приобрел студию на Монпарнасе, где ежегодно проводил несколько месяцев. В 1955 году в Тель-Авивском музее изобразительных искусств была проведена его персональная выставка. Его работы выставлялись в Кнессете, в Международном конгресс-центре Биньяней-ХаУма в Иерусалиме, Рокфеллеровском центре в Нью-Йорке, а также в официальной резиденции президента Израиля в Иерусалиме.

## Художественная манера
В 1930-е и 1940-е годы основным мотивом в творчестве Моше Кастеля была жизнь сефардских евреев в Святой Земле. В 1950-е годы тематика его работ меняется, и вдохновение он черпает у «древних предшественников еврейской цивилизации». Посетив древнюю синагогу в галилейском городе Коразин, он был настолько поражён орнаментами и мозаиками, выполненными из базальта, что сам стал использовать кусочки базальта, которым он придавал различную форму, в качестве своего основного материала. Моше Кастель смешивал измельчённый базальт с песком и соединял их с глубокими, насыщенными красками, что стало его легко узнаваемым авторским приемом. Темы его работ этого периода основываются на древних мифологических мотивах, на иудейском мистицизме и символизме, берущих начало в древнееврейской и шумерской цивилизациях. Будучи членом «Новых горизонтов», Моше Кастель сочетал в своем творчестве ориенталистские мотивы и «ханаанейское искусство» с элементами европейской абстрактной живописи.
Среди наиболее известных работ Моше Кастеля: «Суббота в Цфате» (1940, Тель-Авивский музей), «Град Зохара и Каббалы» (1956), «Красный пергамент» (1965, музей Израиля), панно «Слава Иерусалиму» и «Золотой свиток» (оба — 1970-71) во дворце президента Израиля.

## Признание и награды

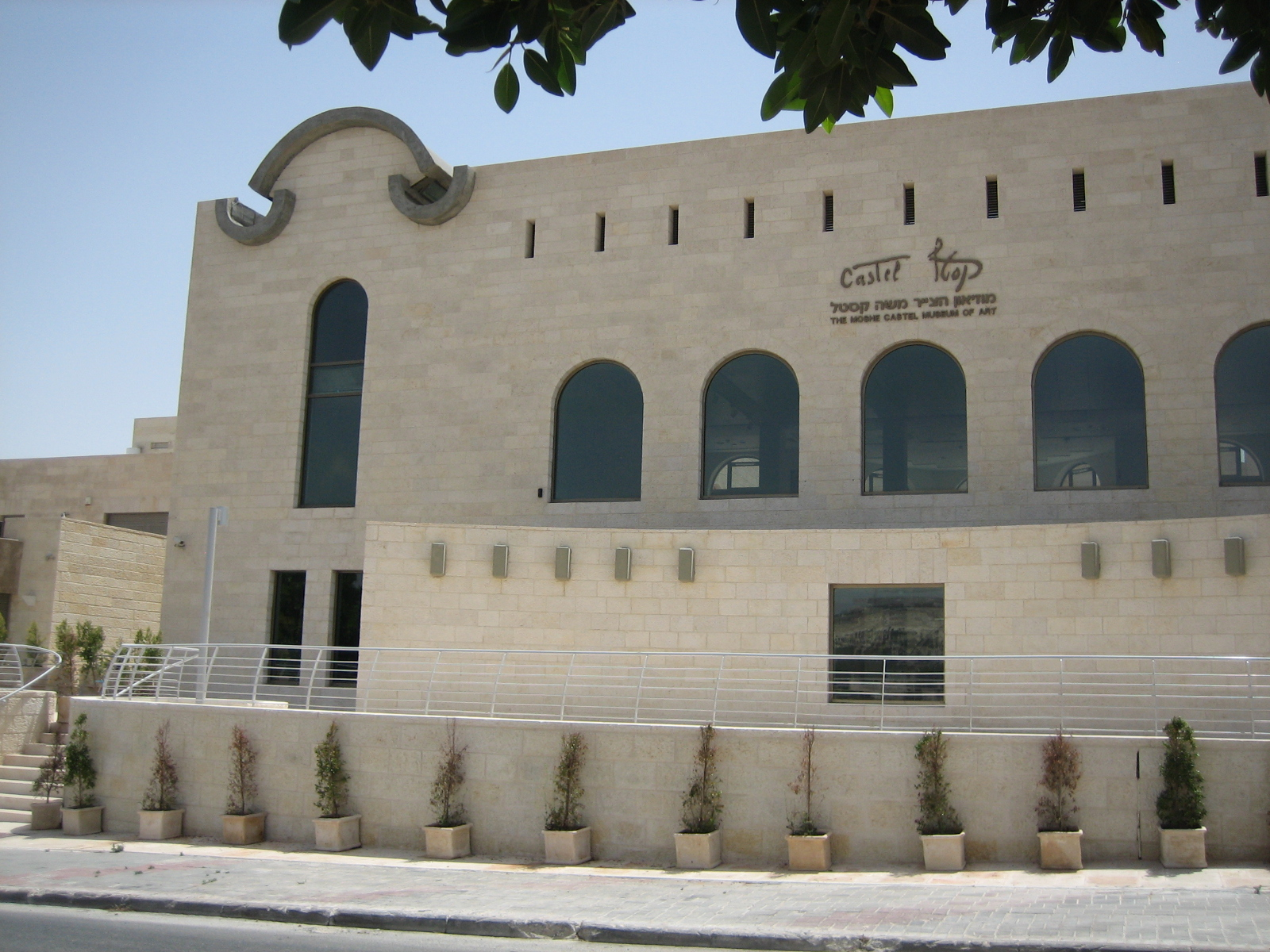
Музей изобразительных искусств Моше Кастеля в Маале-Адумим

В 1941 и 1946 годах муниципалитет Тель-Авива присудил Моше Кастелю премию Меира Дизенгофа для молодых художников
Во время Биеннале в Сан-Паулу (Бразилия) он получил награду «Premier do Estado»
В 2010 году в городе Маале-Адумим, в здании, созданном по проекту Давида Резника, был открыт Музей искусств Моше Кастеля. В музее выставлены работы художника разных периодов его творчества.